# アリヨン・イブラヒモビッチ
- アリヨン・イブラヒモヴィッチ

アリヨン・イブラヒモビッチ（Arijon Ibrahimović、アルバニア語: Arijon Ibrahimi、2005年12月11日 - ）は、ドイツ・バイエルン州ニュルンベルク出身のプロサッカー選手。ポジションはミッドフィールダー。

## クラブ経歴
SpVggグロイター・フュルト、1.FCニュルンベルクのユースチームに在籍し、2018年にFCバイエルン・ミュンヘンのユースチームに移籍した。 
早くからその才能を開花させ、14歳でU-17、16歳でU-19のチームでプレーし、2021-22のプレシーズンにシニアチームでの練習を開始。また2022年9月、英ガーディアン紙にて2005年生まれの世界で最も優れた60人の選手の一人に選出された。
2023年1月13日、オーストリアのレッドブル・ザルツブルクとの親善試合で、バイエルンのシニアチームデビューを果たした。その試合では後半途中から出場し、1ゴールを決めた。1月17日、バイエルンとの2025年までの契約延長に署名し、正式にシニアチームに昇格した。
2023年9月1日、フロジノーネ・カルチョへの1年間のローン移籍が発表された。
2025年1月13日、SSラツィオにシーズン終了までのレンタルで移籍した。
2025年6月25日、1.FCハイデンハイムへのシーズン終了までのレンタル移籍が発表された。

## 人物
両親はプリズレン出身のコソボ・アルバニア人である。同じバルカン半島にルーツを持つスウェーデンのサッカー選手ズラタン・イブラヒモヴィッチとは親戚関係ではない。